# Beritan
Beritan (kurdisch Bêrîtan; * 1971 in Solhan, Provinz Bingöl; † 1992) ist der nom de guerre der PKK-Kämpferin Gülnaz Karataş. Einem von der PKK verbreiteten Narrativ zufolge stürzte sie sich 1992 von einem Felsen, um einer Ergreifung durch kurdische Peschmerga der Demokratischen Partei Kurdistans zu entgehen. Seitdem wird sie von den Untergrundorganisationen YJA STAR und PKK als Märtyrerin verehrt.

## Leben
Gülnaz Karataş wurde 1971 in Solhan (Provinz Bingöl) geboren. Die Familie stammte ursprünglich aus Mazgirt in der Provinz Tunceli. Ihr Vater war Beamter. Gülnaz besuchte die Grundschule in Elazığ. Im Jahre 1989 schrieb sie sich an der wirtschaftswissenschaftlichen Fakultät der Universität Istanbul ein, 1990 schloss sie sich mit ihrem Verlobten der PKK an. Nach einer kurzen Haftstrafe wurde Gülnaz Karataş Mitglied der Guerillabewegung.

## Tod
Bei kriegerischen Auseinandersetzungen im Jahre 1992 mit Peschmerga der DPK im Nordirak wurde Karataş umzingelt und angeschossen. Laut Parteigeschichte, sollen ihr die Peschmerga zugerufen haben: „Ergib dich, wir werden dich verheiraten, du wirst leben wie eine Rose.“ Um der Ergreifung zu entgehen, habe sie sich von einem Felsen in den Tod gestürzt. Ihr Tod wurde durch Halil Dağ (Halil Uysal) verfilmt. Der Film trägt ihren Kampfnamen Bêrîtan. Die PKK behauptet, während der Dreharbeiten das Grab Beritans wiederentdeckt zu haben.